# David Kimchi
Rabbi David Kimchi (in ebraico דוד קמחי‎? Dawid Qimḥî, noto con l'acronimo RaDaQ, in ebraico רד"ק‎?; Narbona, 1160 – 1235) è stato un biblista, grammatico e filosofo francese, nonché un celebre esegeta ebraico medievale.